# Chaubatick
Chaubatick /=At the forked river; river which bounds, / pleme i selo Indijanaca Narragansett, konfederacije iz Rhode Islanda, jezična porodica Algonquian. Selo se 1651. nalazilo nekoliko milja od Providence, okrug Providence. 